# 김상봉
김상봉은 대한민국의 철학자이다. 한때 해직교수로서 ‘거리의 철학자’라고 불리기도 했다. 한국 사회의 가장 심각한 난제 중 하나인 교육 문제에 천착하여 ‘학벌사회’와 ‘도덕교육의 파시즘’을 비판해온 작가로서, '학벌없는사회'를 만들기 위해 전 사회적인 반학벌 운동을 전개했다.
1958년 부산에서 출생하였고, 연세대학교 철학과와 동 대학원을 졸업한 후 괴팅엔 대학교·프라이부르크 대학교·마인츠 대학교에서 철학, 서양고전문헌학, 신학 등을 공부하고 이마누엘 칸트에 대한 연구로 1992년 마인츠 대학교에서 철학박사학위를 받았다. 그리스도대학교 종교철학과 교수를 지냈고 학내 문제로 해직되었다. 이후 전남대학교 철학과 교수로 특별 채용되었다. 저서 《기업은 누구의 것인가》를 통해 재벌 개혁 방안을 제시하였다.

## 학력
- 연세대학교 철학과

마인츠 대학교

## 경력
- 민예총 문예아카데미 교장
- 민교협 상임공동대표
- 전남교육연대 상임공동대표
- 그리스도대학교 종교철학과 교수
- 전남대학교 철학과 교수

## 저서
- 《호모 에티쿠스》. 한길사. 1999년. ISBN 9788935652020
- 《나르시스의 꿈》. 한길사. 2002년. ISBN 9788935620227
- 《그리스 비극에 대한 편지》. 한길사. 2003년. ISBN 9788935654567
- 《학벌사회》. 한길사. 2004년. ISBN 9788935655472
- 《도덕교육의 파시즘》. 길. 2005년. ISBN 8987671410
- 《기업은 누구의 것인가》. 꾸리에. 2012년. ISBN 9788994682051
- 《철학의 헌정》. 도서출판 길. 2015년. ISBN 9788964451151
- 《만남의 철학》. 도서출판 길. 2015년. ISBN 9788964451175